# Осока ячменерядная
Осо́ка ячменеря́дная (лат. Carex hordeistichos) — многолетнее травянистое растение вид рода Осока (Carex) семейства Осоковые (Cyperaceae).

## Ботаническое описание
Серо-зелёные растения без ползучих корневищ, образующие дерновины.
Стебли крепкие, 10—40 высотой, в нижней трети облиственные, у основания одетые ржаво-бурыми влагалищами.
Листья у основания сложенные, кверху могут быть плоскими, 3—5 мм шириной, длинно-заострённые, длиннее стебля.
Верхние 1—2(3) колоска тычиночные, сближенные, узко булавовидно-цилиндрические, 1—2,5 см длиной, с продолговатыми и тупыми, грязно-ржавыми, по краю перепончатыми чешуями; остальные 2—6 пестичные, много- и густоцветковые, продолговато-яйцевидные, 2,5—4 см длиной, густые, отставленные от тычиночных, но между собой сближенные, расставленные почти до основания репродуктивного побега, верхние сидячие, нижние на ножках до 1,5 см длиной и иногда ветвистые. Чешуи пестичных колосков яйцевидные, острые (нижние шиповатые) или с короткой остью, килеватые, по килю кверху шероховатые, ржавчато-желтовато-зелёные, с тремя жилками, по краю бело-перепончатые, короче мешочка. Мешочки сидят в 4—5 рядов, несколько отклонённые, ланцетные, почти плоско-выпуклые, кожистые, 10—12 мм длиной, соломенно-жёлтые, позже оранжево-бурые, по краям от основания с узким зазубренным крылом, спереди шероховатые, с многочисленными жилками, у основания округлые и стянутые в короткую ножку, с удлинённым спереди глубоко перепончато расщеплённым, уплощённым и несколько внутрь загнутым носиком. Рылец 3. Нижний кроющий лист с длинным влагалищем до 1,5 см длиной и прямой пластинкой, в несколько раз превышающей соцветие.
Плодоносит в мае—июле.
Вид описан с Юго-Восточной Франции (массив Шансор в Альпах Дофинэ).
Число хромосом 2n=54, 60, 56.

## Распространение
Атлантическая, Центральная и Южная Европа; Европейская часть России: Белгородская область, Заволжье, Причерноземье, Астрахань; Украина: Карпаты, Крым, средняя часть бассейна Днепра; Молдавия; Кавказ; Западная Азия: Турция, Северный Ирак, Западный Иран; Северная Африка.
На сырых и заболоченных лугах в долинах рек, по краям дорог, на песчаной почве.